# Carl Ludwig Thierry
 Carl Ludwig (Charles Louis) Thierry (* 28. Juli 1766 in Hannover; † 6. Juli 1827 in Dockenhuden) war Weinhändler (in Hannover) und Einzelkaufmann, Compagnon und Mitinhaber des Handelshauses Thierry Borckenstein & Co. (in Hamburg) sowie Gutsherr der holsteinischen Güter Jersbek und Stegen (1819 bis 1827).
Die Hugenotten-Familie Thierry stammt ursprünglich aus der Schweiz. Der Vater Andreas Thierry (* um 1738, † 13. Januar 1789 in Hannover) war Kaufmann, Hofagent (Hoffaktor) und Weinhändler in Hannover. Aus der Ehe (⚭ 24. April 1764) mit Lucia Catharina Schmale stammen die Kinder Carl Ludwig Thierry und Johann Peter Wilhelm Thierry (* 20. August 1775 in Hannover, † 2. November 1816; ⚭ 27. April 1811 mit Luise Therese Doormann, Witwe des Altonaer Kaufmanns Johann Hinrich Baur und Nichte von Caspar Voght). Aus der zweiten Ehe (⚭ 4. April 1782) mit Johanna Eleonore Schlemm verw. Frau Rätin Wagner (* 30. August 1760 in Hannover, † 1826) gingen Amalia Louisa Maria Thierry (* 2. Juni 1787) und ein Sohn (* August 1788) hervor.
Carl Ludwig Thierry war mit Dorothea Amalia Borckenstein (⚭ am 31. Mai 1791 in der Hamburger St. Michaeliskirche), Tochter von Hinrich Borkenstein, verheiratet. Deren Nachkommen sind Johann Ludwig (Jean Louis) Thierry (* 5. März 1792 in Hannover, † 5. Juli 1847 in Dockenhuden), Johann Adolph Thierry (* 15. Dezember 1796, † 19. August 1854 auf Gut Schwartenbek bei Kiel) und Susette Thierry (* 13. Juni 1794, † 12. Februar 1848 in Hamburg). Seine Schwägerin Susette Gontard, geb. Borckenstein, wurde von Friedrich Hölderlin verehrt und als „Diotima“ verewigt. Er wurde auf dem Nienstedtener Friedhof in einer noch heute bestehenden gemauerten Gruft mit Sandsteindeckplatte begraben.